# Konstantinos Fortounis
Konstantinos „Kostas“ Fortounis (griechisch Κωνσταντίνος „Κώστας“ Φορτούνης, * 16. Oktober 1992 in Kalampaka) ist ein griechischer Fußballspieler, der aktuell beim griechischen Rekordmeister Olympiakos Piräus unter Vertrag steht.

## Karriere

### Die Anfänge
In seiner Jugendzeit spielte der offensive Mittelfeldspieler für Olympiakos Piräus und wechselte später zu AO Trikala.

### Asteras Tripolis
Zur Saison 2010/11 wechselte Fortounis in die griechische Super League zu Asteras Tripolis. In 24 Partien erzielte er ein Tor.

### 1. FC Kaiserslautern
Zur Saison 2011/12 wechselte Fortounis zum 1. FC Kaiserslautern, bei dem er einen Vierjahresvertrag unterschrieb. Am ersten Spieltag gab er sein Debüt für den FCK gegen Werder Bremen; er wurde in der 63. Minute für Pierre De Wit eingewechselt. Zwei Spieltage später gab er sein Startelf-Debüt im Auswärtsspiel beim 1. FC Köln.

### Olympiakos Piräus
Nachdem er sich in der Saison 2013/14 keinen Stammplatz hatte erarbeiten können und nur noch als Einwechselspieler für den 1. FC Kaiserslautern aufgelaufen war, wechselte er im Sommer 2014 zu Olympiakos Piräus, für die er bereits in der Jugend gespielt hatte.

### Nationalmannschaft
Fortounis durchlief mehrere griechische Jugendnationalmannschaften und kam sowohl bei der U-19 als auch bei der U-21 zum Einsatz. 2011 bestritt er die U-19-Fußball-Europameisterschaft in Rumänien. Im zweiten Gruppenspiel erzielte er den Siegtreffer zum 1:0 gegen die Mannschaft des Gastgebers Rumänien. Für das Testspiel gegen Belgien am 29. Februar 2012 wurde Fortounis zum ersten Mal in den A-Nationalmannschaftskader berufen. Bei dem 1:1-Unentschieden wurde er zur Halbzeit für Dimitrios Salpingidis  eingewechselt.
Bei der EM 2012 in Polen und der Ukraine lief Fortounis beim Eröffnungsspiel gegen Polen (1:1) und der zweiten Vorrundenbegegnung Griechenlands gegen Tschechien (1:2) auf.

## Erfolge

### Verein
- Griechischer Meister: 2014/15, 2015/16, 2016/17, 2019/20, 2020/21, 2021/22 mit Olympiakos Piräus
- Griechischer Pokalsieger: 2014/15, 2019/20